# Dareios I.
Dareios I. (staropersky Dárajavauš [𐎭𐎠𐎼𐎩𐎺𐎢𐏁]; kolem 550 př. n. l. – listopad 486 př. n. l.) byl perský velkokrál z rodu Achaimenovců vládnoucí v letech 522–486 př. n. l. Pocházel z mladší, Ariaramnovy větve rodu, která se od hlavní linie oddělila po polovině 7. století. Jeho otcem byl Hystaspés (Vištáspa), dědem Arsamés (Aršáma) a praprapradědem Achaimenés (Hachámaniš), zakladatel dynastie. Do dějin se Dareios zapsal hlavně jako skvělý organizátor a stavebník, méně už jako zdatný vojevůdce, i když ani v tomto ohledu nebyl zdaleka neúspěšný.

## Mládí a kariéra
Dareios obdržel jako všichni příslušníci perské nobility odpovídající vzdělání. Jeho kariéra před nástupem na trůn není příliš známa, ví se jen, že ho král Kambýsés jmenoval svým kopiníkem a že v této funkci se zúčastnil výpravy do Egypta v roce 525 př. n. l.

## Převzetí vlády
V Egyptě se Dareios patrně pohyboval stále v Kambýsově blízkosti a tam ho také stejně jako ostatní dvořany zastihla zpráva, že se v centrální Persidě pozdvihl proti králi jeho bratr Smerdis, někdejší místodržitel na Východě. Výprava musela být na jaře 522 př. n. l. přerušena, aby se veškerá vojenská moc obrátila proti uzurpátorovi, o jehož aktivitách se nevědělo nic bližšího. Cestou na východ však Kambýsés nešťastnou náhodou zahynul, aniž by zanechal legitimního dědice.
Podle Hérodotova podání i perských pramenů nebyl vzbouřencem ve skutečnosti Smerdis, jehož dal Kambýsés již dříve tajně zavraždit, ale jistý mág jménem Gaumáta. Ten byl prý pravému Smerdiovi mimořádně podobný a nahrávaly mu i uvolněné poměry v jádru říše, vyvolané královou dlouholetou nepřítomností v zemi. Dareios, který spolu s jinými urychleně spěchal do vlasti, se nyní za nepříliš jasných okolností rozhodl, že proti Smerdiovi/Gaumátovi vystoupí. Pomáhalo mu přitom šest jeho druhů – Otanés (Utána), Góbryás (Gaubaruva), Intafernés (Vindafarná), Megabyxos (Bagabuchša), Hydarnés (Vidarna) a Ardumanis (Ardumaniš). Dne 29. září 522 př. n. l. pronikli všichni do pevnosti Sikajauvatiš v Médii, kam se uchýlil dvůr, přemohli stráže a mága zavraždili. Dareios se stal novým velkokrálem a přeskočil tak vlastně v následnickém pořadí svého otce i děda, kteří byli v době převratu ještě naživu. Svůj popis událostí vtělil Dareios do několika monumentálních nápisů, z nichž nejznámější se dochoval v Behistunu (je psán persky, akkadsky a elamsky). Řeckou verzi podávají především Hérodotos a Ktésiás.

## Potlačení odboje
Úspěšným převratem neměl Dareios I. ještě vyhráno, protože v říši nyní vzplály četné revolty. Nejprve odpadl Elam a Babylón, kde se zmocnili vlády muži jménem Açina a Nidintubel, další nepokoje měly následovat. Za nejnebezpečnější pokládal král patrně odboj v Babylóně, neboť se tam vypravil osobně. Jeho vojsko bez potíží překročilo Tigris, porazilo Nidintubela u Zazána při Eufratu a koncem roku 522 př. n. l. opanovalo Babylón. Açinovu vzpouru zatím zlikvidovali Dareiovi velitelé.
V Elamu se však situace ani poté neuklidnila. Jakýsi Martija zde usiloval o vládu a teprve Dareiovy hrozby Elamity přiměly, aby Martiju ještě před příchodem královského vojska zabili. Mnohem vážněji se vyvíjela vzpoura v Médii, vedená Fravartišem, protože se k ní připojila většina médských jednotek ve vojsku. Dareios neměl na vybranou – musel Fravartiše stůj co stůj porazit, jinak by ztratil kontrolu nad centrálními oblastmi říše. Naštěstí pro něj skončila bitva u Kunduru Fravartišovým útěkem, čímž uhaslo další ohnisko odporu.
V průběhu roku 521 př. n. l. zasahoval Dareios ještě v Arménii, Sagartii a dokonce i ve vlastní Persidě, kde revoltoval jistý Vahjazdáta, další falešný Smerdis. Všechna tato pozdvižení však skončila vítězstvím královských jednotek a popravami odbojníků. Když Dareios v závěru roku potlačil i novou vzpouru v Babylóně zorganizovanou Arménem Arachou, rozhostil se v říši konečně klid. Dareios prosadil svou autoritu ve všech zemích, jež kdysi spravoval Kambýsés.

## Dobyvačná tažení
Achaimenovská monarchie, kterou Dareios koncem roku 521 př. n. l. ovládl, byla rozlehlým státním útvarem, vůbec největším, jaký do té doby na Předním východě vznikl. Perské državy se táhly od Egypta a Malé Asie na Západě až k hranicím dnešního Afghánistánu a od toku Amudarji až po Perský záliv. Z dnešního pohledu by se mohlo zdát kontraproduktivní už tak těžko ovladatelný stát dále rozšiřovat.
Starověké říše však ke svému „životu“ potřebovaly expanzi, protože jen tak se dal udržovat respekt vůči královské moci, poslušnost vazalů a koneckonců i „ekonomická stabilita.“ Výboje znamenaly příliv otroků z dobytých území, rozšíření obchodních kontaktů a v neposlední řadě i odměny pro vojsko a dvořany, jimiž si král vykupoval jejich loajalitu. Není tedy příliš překvapivé, že jakmile to poměry dovolily, přistoupil k výbojným tažením i Dareios.

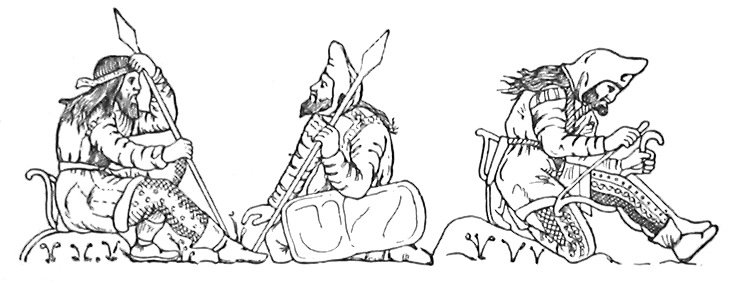
Skythští bojovníci

Jeho politika byla relativně úspěšná na Východě, kde „milostí Ahura Mazdovou“ posunul perské panství až k hranicím Indie. Naproti tomu na Západě se mu podařilo dosáhnout jen dočasných nebo vůbec žádných zisků. Začalo to již tažením proti nomádským Skythům, etniku íránského původu, které obývalo kraje mezi Dunajem a Donem na dnešní Ukrajině. Dareios se proti nim vypravil kolem roku 513 př. n. l., a třebaže pronikl hluboko do jejich území, nedokázal je přimět k rozhodující bitvě. Nakonec raději odtáhl, aby se příliš nevzdálil od svých základen a zásobovacích tras.
Ještě hůře dopadla konfrontace s řeckými městskými státy, která začala jako vnitroperská záležitost a skončila jako regulérní válka s bojovným sousedem říše. Prapůvod konfliktu sahá do časů Kýra Velikého, kdy Peršané ovládli mnoho řeckých osad v Malé Asii, stojících do té doby pod vlivem lýdské říše krále Kroisa. Achaimenovská správa se sice vyznačovala mírností a tolerancí, řada objektivních i subjektivních příčin však maloasijské Řeky stavěla proti novým pánům – to v letech 500/499 př. n. l. vedlo k tzv. iónskému povstání obchodních osad.
Peršané odboj potlačovali několik let, dokonce kvůli němu vystrojili zbrusu nové válečné loďstvo. Když byl konečně obnoven pořádek, Dareios se rozhodl využít příhodné chvíle a podmanit si i dosud nezávislé evropské Řecko, jehož samostatnost mohla podněcovat perské poddané k dalším revoltám. Jako záminka mu posloužil fakt, že povstání v Malé Asii podporovala dvě města v Evropě: Eretrie a Athény.
Válka začala roku 492 př. n. l., kdy si vojevůdce Mardonios podmanil Thrákii a Makedonii – velká část perského loďstva však během výpravy ztroskotala u Athosu. V roce 490 př. n. l. vyrazila do boje nová expedice, vedená významným velmožem Dátidem a královým synovcem Artafernem. Při ní Peršané dobyli Eretrie a její obyvatelstvo deportovali do Elamu, střetnutí s Athéňany však pro ně dopadlo špatně – zkušený vojevůdce Miltiadés porazil a zahnal na útěk jejich vojsko u Marathónu (září 490 př. n. l.). Přestože bitva neznamenala z vojenského hlediska žádnou katastrofu, velmi posílila řecké sebevědomí, což mělo mít v budoucnu vážné následky.

## Dynastická dilemata
Dareios již nebyl schopen v evropském Řecku znovu zakročit, i když se s přípravami na trestnou expedici začalo téměř okamžitě. Zabránily mu v tom nepokoje v Egyptě a později i nemoc a smrt (v listopadu 486 př. n. l.). Válku s Řeky musel chtě nechtě odkázat svému nástupci. Otázkou ale bylo, kdo se tímto nástupcem má stát.
Pro výběr nejstaršího syna Artobarzana, jehož matkou byla dcera jednoho z účastníků převratu proti Gaumátovi, hovořil fakt prvorozenectví. Mladšího Xerxa zase doporučoval urozenější původ – byl synem Atossy, dcery Kýra Velikého. Navíc ho již od mala vychovávali v královském paláci, zatímco Artobarzana nikoli.
Patrně pod vlivem Atossiným se Dareios přiklonil na stranu prince Xerxa a designoval ho za svého nástupce. Šlo o jedno z jeho málo šťastných rozhodnutí, i když lze těžko soudit, jak by vypadala vláda Artobarzanova. Xerxovi ale podle všech známek chyběla přinejmenším důslednost, nezbytná k potlačení řeckých rebelů.

## Stavební a správní činnost
Svému otci se Xerxés vyrovnal snad jen v oblasti stavebních aktivit, takže je namístě podívat se na Dareiovu vládu z jiného úhlu. Dareios byl nepochybně velký budovatel. V Susách, někdejší metropoli Elamu, nechal na umělé terase zřídit palác, jehož hlavní sál podepíralo 72 sloupů. Jihozápadně od Pasargad, korunovačního města říše založeného Kýrem Velikým, vytyčil kolem roku 515 př. n. l. obvod nové rezidence, později zvané Persepolis (Pársa). Ta se během krátké doby stala administrativním centrem státu, místem, kde byly mj. uchovávány královské letopisy (archiv). O četných nápisech oslavujících krále a jeho činy již byla řeč.

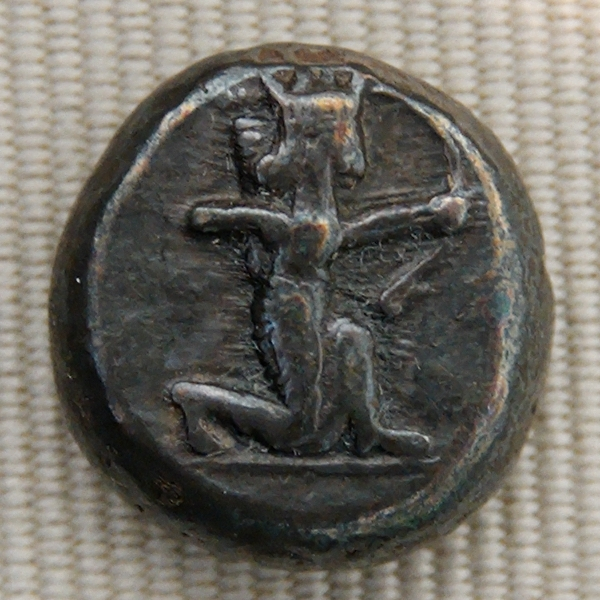
Dareiova mince

Dareios také postavil slavnou královskou cestu spojující Susy se Sardami v Malé Asii. Byla dlouhá 2700 kilometrů, stálo u ní 111 přepřahacích stanic a královští poslové byli schopni doručit zprávu z jednoho konce na druhý již za šest dní. Při tehdejších komunikačních možnostech se jednalo o mimořádnou rychlost.
Bez povšimnutí nebyly ponechány ani správní a hospodářské záležitosti. Svou říši král nově rozčlenil do dvaceti satrapií v čele s místodržiteli neboli „ochránci země“ (staropersky chšaçapávan, odtud řecké satrapa). Lepšímu obchodování měla napomoci ražba mincí, k níž Peršané přistoupili podle lýdského vzoru (tehdy to byla žhavá novinka). Mince dostaly od Řeků název dareiky (z perského daranijam = zlato), vážily něco přes osm gramů a byl na nich portrét krále s lukem v ruce.
Dareios pochopitelně zasáhl i do dalších oblastí společenského života (navázal například na snášenlivou náboženskou politiku Kýra Velikého), na celkové bilanci jeho vlády to však už nic nemění. Přes drobné nezdary na Západě po sobě zanechal silnou monarchii, která prakticky v nezměněných hranicích přečkala ještě sto padesát let.